# 帕巴拉·帕巴曲吉加布
帕巴拉·帕巴曲吉加布（藏語：འཕགས་པ་ཆོས་ཀྱི་རྒྱལ་པོ，威利转写：'phags pa chos kyi rgyal po；1605年—1643年）藏族，工布隆布堆巴（今西藏林芝市工布江达县）人，第四世（不计追认）帕巴拉活佛。

## 生平
藏历木蛇年（1605年），出生于工布隆布堆巴。4岁时，被迎请至扎西曲龙寺举行坐床典礼，正式成为帕巴拉活佛。1620年，担任强巴林寺第十六任法台。1620年到1625年间，云南丽江同康区白利土司间发生纷争，他及时通过调解令双方和解。
1630年代，康区白利土司顿月多吉将势力扩展至昌都、类乌齐、芒康等地，对格鲁派的存续构成威胁。蒙古和硕特部首领固始汗应四世班禅和五世达赖的邀请，率部进入康区，于1639年向驻在昌都贡觉地区的白利土司进攻。经过一年多的战争，固始汗击败了白利土司。帕巴曲吉加布专程到芒康拜见固始汗，二人对“善恶等事甚投缘。该王（固始汗）对其（四世帕巴拉）甚为信服并顶礼相拜”。藏文史书记载，固始汗颁发了用蒙古文、藏文这两种文字书写的执照，执照上说明“中部康区所有地方均听从帕巴拉的指令”。由此，帕巴拉活佛的政治及宗教势力获得极大提高。
藏历水羊年（1643年），帕巴曲吉加布圆寂，享年39岁。